# Drimia sudanica
Drimia sudanica är en sparrisväxtart som beskrevs av Ib Friis och Vollesen. Drimia sudanica ingår i släktet Drimia och familjen sparrisväxter. Inga underarter finns listade i Catalogue of Life.